# Caribbean Club Shield 2018
Caribbean Club Shield 2018 var den första upplagan av Caribbean Club Shield, Karibiens andra fotbollsturneringen. Turneringen hölls i Dominikanska republiken mellan 12 och 21 april, som vanns av Franciscain från Martinique som i finalen besegrade Inter Moengotapoe från Surinam.

## Lag

### Nationer som sände lag
- Aruba — Deportivo Nacional
- Barbados — Weymouth Wales
- Bonaire — Real Rincon
- Caymanöarna — Bodden Town
- Curaçao — Centro Dominguito
- Grenada — Hard Rock
- Guadeloupe — USR
- Guyana — Guyana Defence Force
- Martinique — Franciscain
- Saint Kitts och Nevis — Cayon Rockets
- Saint Vincent och Grenadinerna — Avenues United
- Surinam — Inter Moengotapoe

### Nationer som inte sände lag
- Anguilla
- Antigua och Barbuda
- Bahamas
- Bermuda
- Brittiska Jungfruöarna
- Franska Guyana
- Kuba
- Montserrat
- Puerto Rico
- Saint Lucia
- Saint-Martin
- Sint Maarten
- Turks- och Caicosöarna
- Amerikanska Jungfruöarna

## Gruppspel

### Grupp A
| Nr | Lag               | S | V | O | F | GM | IM | MS  | P |
| -- | ----------------- | - | - | - | - | -- | -- | --- | - |
| 1  | Inter Moengotapoe | 3 | 3 | 0 | 0 | 15 | 1  | +14 | 9 |
| 2  | Nacional          | 3 | 2 | 0 | 1 | 5  | 7  | −2  | 6 |
| 3  | USR               | 3 | 1 | 0 | 2 | 3  | 8  | −5  | 3 |
| 4  | Weymouth Wales    | 3 | 0 | 0 | 3 | 3  | 10 | −7  | 0 |

|             | 13 april 2018 | Nacional | 0 – 5           | Inter Moengotapoe                                                                           | Estadio Cibao FC                                                   |                                                                    |
| 14:00 UTC−4 | 14:00 UTC−4   |          | (0 – 4) Rapport | 2′ Romeo Kastiel 32′ Donnegy Fer 34′ Stefano Rijssel 36′ Miquel Darson 66′ Sersinho Eduards | Santiago, Dominikanska republiken Domare: Kevin Morrison (Jamaica) | Santiago, Dominikanska republiken Domare: Kevin Morrison (Jamaica) |
| 14:00 UTC−4 | 14:00 UTC−4   |          |                 |                                                                                             | Santiago, Dominikanska republiken Domare: Kevin Morrison (Jamaica) | Santiago, Dominikanska republiken Domare: Kevin Morrison (Jamaica) |
| 14:00 UTC−4 | 14:00 UTC−4   |          |                 |                                                                                             | Santiago, Dominikanska republiken Domare: Kevin Morrison (Jamaica) | Santiago, Dominikanska republiken Domare: Kevin Morrison (Jamaica) |

|             | 13 april 2018 | Weymouth Wales     | 1 – 2           | USR                                        | Estadio Cibao FC                                                      |                                                                       |
| 16:30 UTC−4 | 16:30 UTC−4   | Hadan Holligan 47′ | (0 – 1) Rapport | 27′ (str.) Steeve Désert 78′ Romuald Lundy | Santiago, Dominikanska republiken Domare: Nitzar Sandoval (Nicaragua) | Santiago, Dominikanska republiken Domare: Nitzar Sandoval (Nicaragua) |
| 16:30 UTC−4 | 16:30 UTC−4   |                    |                 |                                            | Santiago, Dominikanska republiken Domare: Nitzar Sandoval (Nicaragua) | Santiago, Dominikanska republiken Domare: Nitzar Sandoval (Nicaragua) |
| 16:30 UTC−4 | 16:30 UTC−4   |                    |                 |                                            | Santiago, Dominikanska republiken Domare: Nitzar Sandoval (Nicaragua) | Santiago, Dominikanska republiken Domare: Nitzar Sandoval (Nicaragua) |

|             | 15 april 2018 | Inter Moengotapoe                                   | 5 – 0           | Weymouth Wales | Estadio Cibao FC                                                      |                                                                       |
| 14:00 UTC−4 | 14:00 UTC−4   | Stefano Rijssel 2′, 47′, 71′, 74′ Romeo Kastiel 81′ | (1 – 0) Rapport |                | Santiago, Dominikanska republiken Domare: Keylor Herrera (Costa Rica) | Santiago, Dominikanska republiken Domare: Keylor Herrera (Costa Rica) |
| 14:00 UTC−4 | 14:00 UTC−4   |                                                     |                 |                | Santiago, Dominikanska republiken Domare: Keylor Herrera (Costa Rica) | Santiago, Dominikanska republiken Domare: Keylor Herrera (Costa Rica) |
| 14:00 UTC−4 | 14:00 UTC−4   |                                                     |                 |                | Santiago, Dominikanska republiken Domare: Keylor Herrera (Costa Rica) | Santiago, Dominikanska republiken Domare: Keylor Herrera (Costa Rica) |

|             | 15 april 2018 | USR | 0 – 2           | Nacional                               | PUCMM                                                                               |                                                                                     |
| 16:30 UTC−4 | 16:30 UTC−4   |     | (0 – 2) Rapport | 16′ Kenroy Ranger 45+1′ Devis Oliveros | Santiago, Dominikanska republiken Domare: Adonis Carrasco (Dominikanska republiken) | Santiago, Dominikanska republiken Domare: Adonis Carrasco (Dominikanska republiken) |
| 16:30 UTC−4 | 16:30 UTC−4   |     |                 |                                        | Santiago, Dominikanska republiken Domare: Adonis Carrasco (Dominikanska republiken) | Santiago, Dominikanska republiken Domare: Adonis Carrasco (Dominikanska republiken) |
| 16:30 UTC−4 | 16:30 UTC−4   |     |                 |                                        | Santiago, Dominikanska republiken Domare: Adonis Carrasco (Dominikanska republiken) | Santiago, Dominikanska republiken Domare: Adonis Carrasco (Dominikanska republiken) |

|             | 17 april 2018 | Weymouth Wales                               | 2 – 3           | Nacional                                               | Universidad ISA                                                                   |                                                                                   |
| 14:00 UTC−4 | 14:00 UTC−4   | Arantees Lawrence 90′ Romario Harewood 90+2′ | (0 – 2) Rapport | 4′ Joshua Aguirre 24′ Kenroy Ranger 69′ Jason Fontalvo | Santiago, Dominikanska republiken Domare: Tristley Bassue (Saint Kitts och Nevis) | Santiago, Dominikanska republiken Domare: Tristley Bassue (Saint Kitts och Nevis) |
| 14:00 UTC−4 | 14:00 UTC−4   |                                              |                 |                                                        | Santiago, Dominikanska republiken Domare: Tristley Bassue (Saint Kitts och Nevis) | Santiago, Dominikanska republiken Domare: Tristley Bassue (Saint Kitts och Nevis) |
| 14:00 UTC−4 | 14:00 UTC−4   |                                              |                 |                                                        | Santiago, Dominikanska republiken Domare: Tristley Bassue (Saint Kitts och Nevis) | Santiago, Dominikanska republiken Domare: Tristley Bassue (Saint Kitts och Nevis) |

|             | 17 april 2018 | USR               | 1 – 5           | Inter Moengotapoe                                                        | Universidad ISA                                                       |                                                                       |
| 16:30 UTC−4 | 16:30 UTC−4   | Steeve Désert 83′ | (0 – 2) Rapport | 6′ Joël Baja 37′ Stefano Rijssel 64′, 88′ Romano Holtuin 78′ Donnegy Fer | Santiago, Dominikanska republiken Domare: Nitzar Sandoval (Nicaragua) | Santiago, Dominikanska republiken Domare: Nitzar Sandoval (Nicaragua) |
| 16:30 UTC−4 | 16:30 UTC−4   |                   |                 |                                                                          | Santiago, Dominikanska republiken Domare: Nitzar Sandoval (Nicaragua) | Santiago, Dominikanska republiken Domare: Nitzar Sandoval (Nicaragua) |
| 16:30 UTC−4 | 16:30 UTC−4   |                   |                 |                                                                          | Santiago, Dominikanska republiken Domare: Nitzar Sandoval (Nicaragua) | Santiago, Dominikanska republiken Domare: Nitzar Sandoval (Nicaragua) |

### Grupp B
| Nr | Lag                  | S | V | O | F | GM | IM | MS | P |
| -- | -------------------- | - | - | - | - | -- | -- | -- | - |
| 1  | Real Rincon          | 2 | 1 | 1 | 0 | 5  | 3  | +2 | 4 |
| 2  | Avenues United       | 2 | 1 | 1 | 0 | 5  | 4  | +1 | 4 |
| 3  | Hard Rock            | 2 | 0 | 0 | 2 | 3  | 6  | −3 | 0 |
| 4  | Guyana Defence Force | 0 | 0 | 0 | 0 | 0  | 0  | 0  | 0 |

|             | 13 april 2018 | Hard Rock          | 1 – 3           | Real Rincon                              | Universidad ISA                                                 |                                                                 |
| 16:30 UTC−4 | 16:30 UTC−4   | Keno Alexander 73′ | (0 – 0) Rapport | 57′, 59′ Yurick Seinpaal 66′ Ilfred Piar | Santiago, Dominikanska republiken Domare: Karl Tyrell (Jamaica) | Santiago, Dominikanska republiken Domare: Karl Tyrell (Jamaica) |
| 16:30 UTC−4 | 16:30 UTC−4   |                    |                 |                                          | Santiago, Dominikanska republiken Domare: Karl Tyrell (Jamaica) | Santiago, Dominikanska republiken Domare: Karl Tyrell (Jamaica) |
| 16:30 UTC−4 | 16:30 UTC−4   |                    |                 |                                          | Santiago, Dominikanska republiken Domare: Karl Tyrell (Jamaica) | Santiago, Dominikanska republiken Domare: Karl Tyrell (Jamaica) |

|             | 15 april 2018 | Avenues United                                          | 3 – 2           | Hard Rock                              | Estadio Cibao FC                                                          |                                                                           |
| 16:30 UTC−4 | 16:30 UTC−4   | Chavel Cunningham 14′ Romano Snagg 47′ Myron Samuel 72′ | (1 – 1) Rapport | 36′ Raymond Alleyne 50′ Nicko Williams | Santiago, Dominikanska republiken Domare: Christophe Jombert (Guadeloupe) | Santiago, Dominikanska republiken Domare: Christophe Jombert (Guadeloupe) |
| 16:30 UTC−4 | 16:30 UTC−4   |                                                         |                 |                                        | Santiago, Dominikanska republiken Domare: Christophe Jombert (Guadeloupe) | Santiago, Dominikanska republiken Domare: Christophe Jombert (Guadeloupe) |
| 16:30 UTC−4 | 16:30 UTC−4   |                                                         |                 |                                        | Santiago, Dominikanska republiken Domare: Christophe Jombert (Guadeloupe) | Santiago, Dominikanska republiken Domare: Christophe Jombert (Guadeloupe) |

|             | 17 april 2018 | Real Rincon                            | 2 – 2           | Avenues United                   | Estadio Cibao FC                                                |                                                                 |
| 11:00 UTC−4 | 11:00 UTC−4   | Jermaine Windster 82′ Robert Frans 90′ | (0 – 1) Rapport | 5′ Myron Samuel 62′ Romano Snagg | Santiago, Dominikanska republiken Domare: Karl Tyrell (Jamaica) | Santiago, Dominikanska republiken Domare: Karl Tyrell (Jamaica) |
| 11:00 UTC−4 | 11:00 UTC−4   |                                        |                 |                                  | Santiago, Dominikanska republiken Domare: Karl Tyrell (Jamaica) | Santiago, Dominikanska republiken Domare: Karl Tyrell (Jamaica) |
| 11:00 UTC−4 | 11:00 UTC−4   |                                        |                 |                                  | Santiago, Dominikanska republiken Domare: Karl Tyrell (Jamaica) | Santiago, Dominikanska republiken Domare: Karl Tyrell (Jamaica) |

### Grupp C
| Nr | Lag               | S | V | O | F | GM | IM | MS | P |
| -- | ----------------- | - | - | - | - | -- | -- | -- | - |
| 1  | Franciscain       | 3 | 2 | 0 | 1 | 12 | 4  | +8 | 6 |
| 2  | Centro Dominguito | 3 | 1 | 2 | 0 | 4  | 3  | +1 | 5 |
| 3  | Bodden Town       | 3 | 1 | 1 | 1 | 4  | 6  | −2 | 4 |
| 4  | Cayon Rockets     | 3 | 0 | 1 | 2 | 3  | 10 | −7 | 1 |

|             | 13 april 2018 | Cayon Rockets       | 1 – 2           | Bodden Town                       | PUCMM                                                            |                                                                  |
| 14:00 UTC−4 | 14:00 UTC−4   | Evansroy Barnes 65′ | (0 – 1) Rapport | 34′ Ricoh Brown 81′ Charlo McLean | Santiago, Dominikanska republiken Domare: Benbito Celima (Haiti) | Santiago, Dominikanska republiken Domare: Benbito Celima (Haiti) |
| 14:00 UTC−4 | 14:00 UTC−4   |                     |                 |                                   | Santiago, Dominikanska republiken Domare: Benbito Celima (Haiti) | Santiago, Dominikanska republiken Domare: Benbito Celima (Haiti) |
| 14:00 UTC−4 | 14:00 UTC−4   |                     |                 |                                   | Santiago, Dominikanska republiken Domare: Benbito Celima (Haiti) | Santiago, Dominikanska republiken Domare: Benbito Celima (Haiti) |

|             | 13 april 2018 | Centro Dominguito      | 1 – 2           | Franciscain         | PUCMM                                                                             |                                                                                   |
| 16:30 UTC−4 | 16:30 UTC−4   | Samuel Matheus 4′, 88′ | (1 – 1) Rapport | 40′ Djénhael Maingé | Santiago, Dominikanska republiken Domare: Tristley Bassue (Saint Kitts och Nevis) | Santiago, Dominikanska republiken Domare: Tristley Bassue (Saint Kitts och Nevis) |
| 16:30 UTC−4 | 16:30 UTC−4   |                        |                 |                     | Santiago, Dominikanska republiken Domare: Tristley Bassue (Saint Kitts och Nevis) | Santiago, Dominikanska republiken Domare: Tristley Bassue (Saint Kitts och Nevis) |
| 16:30 UTC−4 | 16:30 UTC−4   |                        |                 |                     | Santiago, Dominikanska republiken Domare: Tristley Bassue (Saint Kitts och Nevis) | Santiago, Dominikanska republiken Domare: Tristley Bassue (Saint Kitts och Nevis) |

|             | 15 april 2018 | Bodden Town | 0 – 0   | Centro Dominguito | Universidad ISA                                                                  |                                                                                  |
| 14:00 UTC−4 | 14:00 UTC−4   |             | Rapport |                   | Santiago, Dominikanska republiken Domare: Gianni Ascani (Turks- och Caicosöarna) | Santiago, Dominikanska republiken Domare: Gianni Ascani (Turks- och Caicosöarna) |
| 14:00 UTC−4 | 14:00 UTC−4   |             |         |                   | Santiago, Dominikanska republiken Domare: Gianni Ascani (Turks- och Caicosöarna) | Santiago, Dominikanska republiken Domare: Gianni Ascani (Turks- och Caicosöarna) |
| 14:00 UTC−4 | 14:00 UTC−4   |             |         |                   | Santiago, Dominikanska republiken Domare: Gianni Ascani (Turks- och Caicosöarna) | Santiago, Dominikanska republiken Domare: Gianni Ascani (Turks- och Caicosöarna) |

|             | 15 april 2018 | Franciscain                                                           | 6 – 0           | Cayon Rockets | Universidad ISA                                                      |                                                                      |
| 16:30 UTC−4 | 16:30 UTC−4   | Djénhael Maingé 16′, 22′ Yann Thimon 29′, 45′, 62′ Stéphane Abaul 63′ | (4 – 0) Rapport |               | Santiago, Dominikanska republiken Domare: Johannes Dolaini (Surinam) | Santiago, Dominikanska republiken Domare: Johannes Dolaini (Surinam) |
| 16:30 UTC−4 | 16:30 UTC−4   |                                                                       |                 |               | Santiago, Dominikanska republiken Domare: Johannes Dolaini (Surinam) | Santiago, Dominikanska republiken Domare: Johannes Dolaini (Surinam) |
| 16:30 UTC−4 | 16:30 UTC−4   |                                                                       |                 |               | Santiago, Dominikanska republiken Domare: Johannes Dolaini (Surinam) | Santiago, Dominikanska republiken Domare: Johannes Dolaini (Surinam) |

|             | 17 april 2018 | Centro Dominguito                               | 2 – 2           | Cayon Rockets                    | Estadio Cibao FC                                                                    |                                                                                     |
| 14:00 UTC−4 | 14:00 UTC−4   | Melroy Morton 68′ (sjm.) Ivanny Calvenhoven 79′ | (0 – 0) Rapport | 56′ Carlos Bertie 89′ Nigel Thom | Santiago, Dominikanska republiken Domare: Ydekel Capellan (Dominikanska republiken) | Santiago, Dominikanska republiken Domare: Ydekel Capellan (Dominikanska republiken) |
| 14:00 UTC−4 | 14:00 UTC−4   |                                                 |                 |                                  | Santiago, Dominikanska republiken Domare: Ydekel Capellan (Dominikanska republiken) | Santiago, Dominikanska republiken Domare: Ydekel Capellan (Dominikanska republiken) |
| 14:00 UTC−4 | 14:00 UTC−4   |                                                 |                 |                                  | Santiago, Dominikanska republiken Domare: Ydekel Capellan (Dominikanska republiken) | Santiago, Dominikanska republiken Domare: Ydekel Capellan (Dominikanska republiken) |

|             | 17 april 2018 | Franciscain                                                                                  | 5 – 2           | Bodden Town                       | Estadio Cibao FC                                                   |                                                                    |
| 16:30 UTC−4 | 16:30 UTC−4   | Yendi Tarrieu 21′ Johnny Marajo 28′ Yann Thimon 37′ Stéphane Abaul 54′ Christophe Jougon 89′ | (4 – 1) Rapport | 11′ Tevon Levien 70′ Kareem James | Santiago, Dominikanska republiken Domare: Sergio Reyna (Guatemala) | Santiago, Dominikanska republiken Domare: Sergio Reyna (Guatemala) |
| 16:30 UTC−4 | 16:30 UTC−4   |                                                                                              |                 |                                   | Santiago, Dominikanska republiken Domare: Sergio Reyna (Guatemala) | Santiago, Dominikanska republiken Domare: Sergio Reyna (Guatemala) |
| 16:30 UTC−4 | 16:30 UTC−4   |                                                                                              |                 |                                   | Santiago, Dominikanska republiken Domare: Sergio Reyna (Guatemala) | Santiago, Dominikanska republiken Domare: Sergio Reyna (Guatemala) |

### Ranking
Ranking av gruppettor och grupptvåor.
| Nr | Lag (grupp)           | S | V | O | F | GM | IM | MS  | P |
| -- | --------------------- | - | - | - | - | -- | -- | --- | - |
| 1  | Inter Moengotapoe (A) | 3 | 3 | 0 | 0 | 15 | 1  | +14 | 9 |
| 2  | Franciscain (C)       | 3 | 2 | 0 | 1 | 12 | 4  | +8  | 6 |
| 3  | Real Rincon (B)       | 2 | 1 | 1 | 0 | 5  | 3  | +2  | 4 |
| 4  | Nacional (A)          | 3 | 2 | 0 | 1 | 5  | 7  | −2  | 6 |
| 5  | Centro Dominguito (C) | 3 | 1 | 2 | 0 | 4  | 3  | +1  | 5 |
| 6  | Avenues United (B)    | 2 | 1 | 1 | 0 | 5  | 4  | +1  | 4 |

## Slutspel

### Slutspelsträd
|  | Semifinaler         | Semifinaler   |   |            | Final               | Final |  |
|  |                     |               |   |            |                     |       |  |
|  | 19 april 2018       |               |   |            |                     |       |  |
|  | 1 Inter Moengotapoe | 4             |   |            |                     |       |  |
|  | 4 Nacional          | 0             |   |            |                     |       |  |
|  |                     |               |   |            |                     |       |  |
|  |                     |               |   |            | 21 april 2018       |       |  |
|  |                     |               |   |            | 1 Inter Moengotapoe | 1     |  |
|  |                     | 2 Franciscain | 2 |            |                     |       |  |
|  |                     |               |   |            |                     |       |  |
|  |                     |               |   |            |                     |       |  |
|  |                     |               |   |            | Bronsmatch          |       |  |
|  | 19 april 2018       | 19 april 2018 |   | 21 april   | 21 april            |       |  |
|  | 2 Franciscain       | 2             |   | 4 Nacional | 1                   |       |  |
|  | 3 Real Rincon       | 0             |   |            | 3 Real Rincon       | 3     |  |

### Semifinaler
|             | 19 april 2018 | Inter Moengotapoe                                     | 4 – 0           | Nacional | Estadio Cibao FC                                           |                                                            |
| 17:30 UTC−4 | 17:30 UTC−4   | Joël Baja 47′ Romeo Kastiel 54′, 67′ Ives Vlijter 61′ | (0 – 0) Rapport |          | Santiago Domare: Adonis Carrasco (Dominikanska republiken) | Santiago Domare: Adonis Carrasco (Dominikanska republiken) |
| 17:30 UTC−4 | 17:30 UTC−4   |                                                       |                 |          | Santiago Domare: Adonis Carrasco (Dominikanska republiken) | Santiago Domare: Adonis Carrasco (Dominikanska republiken) |
| 17:30 UTC−4 | 17:30 UTC−4   |                                                       |                 |          | Santiago Domare: Adonis Carrasco (Dominikanska republiken) | Santiago Domare: Adonis Carrasco (Dominikanska republiken) |

|             | 19 april 2018 | Franciscain                             | 2 – 0           | Real Rincon | Estadio Cibao FC                             |                                              |
| 20:00 UTC−4 | 20:00 UTC−4   | Stéphane Abaul 68′ Jorick Ephestion 72′ | (0 – 0) Rapport |             | Santiago Domare: Keylor Herrera (Costa Rica) | Santiago Domare: Keylor Herrera (Costa Rica) |
| 20:00 UTC−4 | 20:00 UTC−4   |                                         |                 |             | Santiago Domare: Keylor Herrera (Costa Rica) | Santiago Domare: Keylor Herrera (Costa Rica) |
| 20:00 UTC−4 | 20:00 UTC−4   |                                         |                 |             | Santiago Domare: Keylor Herrera (Costa Rica) | Santiago Domare: Keylor Herrera (Costa Rica) |

### Bronsmatch
|             | 21 april 2018 | Nacional           | 1 – 3           | Real Rincon                               | Estadio Cibao FC                          |                                           |
| 17:30 UTC−4 | 17:30 UTC−4   | Devis Oliveros 36′ | (1 – 3) Rapport | 7′, 30′ Ayrton Cicilia 12′ Terrence Frans | Santiago Domare: Sergio Reyna (Guatemala) | Santiago Domare: Sergio Reyna (Guatemala) |
| 17:30 UTC−4 | 17:30 UTC−4   |                    |                 |                                           | Santiago Domare: Sergio Reyna (Guatemala) | Santiago Domare: Sergio Reyna (Guatemala) |
| 17:30 UTC−4 | 17:30 UTC−4   |                    |                 |                                           | Santiago Domare: Sergio Reyna (Guatemala) | Santiago Domare: Sergio Reyna (Guatemala) |

### Final
|             | 21 april 2018 | Inter Moengotapoe | 1 – 2           | Franciscain                         | Estadio Cibao FC                          |                                           |
| 20:00 UTC−4 | 20:00 UTC−4   | Romeo Kastiel 5′  | (1 – 2) Rapport | 15′ Djénhael Maingé 43′ Yann Thimon | Santiago Domare: Kevin Morrison (Jamaica) | Santiago Domare: Kevin Morrison (Jamaica) |
| 20:00 UTC−4 | 20:00 UTC−4   |                   |                 |                                     | Santiago Domare: Kevin Morrison (Jamaica) | Santiago Domare: Kevin Morrison (Jamaica) |
| 20:00 UTC−4 | 20:00 UTC−4   |                   |                 |                                     | Santiago Domare: Kevin Morrison (Jamaica) | Santiago Domare: Kevin Morrison (Jamaica) |

## Playoff
Som vinnare av Caribbean Club Shield 2018 fick Club Franciscain spela playoff mot det fjärdeplacerade laget från Caribbean Club Championship 2018 om en plats i Concacaf League 2018.
|             | 16 maj 2018 | Central           | 1 – 2           | Franciscain                             | Anthony Spaulding Sports Complex                 |                                                  |
| 19:30 UTC−5 | 19:30 UTC−5 | Anthony Wolfe 15′ | (1 – 2) Rapport | 27′ Djénhael Maingé 45+1′ Johnny Marajo | Kingston (Jamaica) Domare: Yadel Martínez (Kuba) | Kingston (Jamaica) Domare: Yadel Martínez (Kuba) |
| 19:30 UTC−5 | 19:30 UTC−5 |                   |                 |                                         | Kingston (Jamaica) Domare: Yadel Martínez (Kuba) | Kingston (Jamaica) Domare: Yadel Martínez (Kuba) |
| 19:30 UTC−5 | 19:30 UTC−5 |                   |                 |                                         | Kingston (Jamaica) Domare: Yadel Martínez (Kuba) | Kingston (Jamaica) Domare: Yadel Martínez (Kuba) |